# Вулиця Гребінки (Київ)
Ву́лиця Гребі́нки — вулиця в Голосіївському районі міста Києва, місцевість Цимбалів яр. Пролягає від Малокитаївської вулиці до тупика.

## Історія
Вулиця виникла у середині XX століття. Сучасна назва на честь українського письменника Євгена Гребінки — з 1955 року.